# Cô nàng mạnh mẽ Do Bong-soon
Cô nàng mạnh mẽ Do Bong-soon (tiếng Hàn: 힘쎈여자 도봉순; Romaja: Himssenyeoja Do Bongsoon) là một bộ phim truyền hình Hàn Quốc với các diễn viên Park Bo-young, Park Hyung-sik và Ji Soo. Phim được phát sóng vào thứ 6 và thứ 7 hằng tuần trên JTBC lúc 20:30 KST bắt đầu từ ngày 24 tháng 2 năm 2017.

## Tóm tắt
Nội dung bộ phim nói về cô gái có thể lực mạnh mẽ tên là Do Bong-soon (Park Bo-young)
Do Bong-soon (Park Bo-young) là một cô gái trẻ sinh ra với sức mạnh siêu nhiên, người có khả năng dịch chuyển, bê vác và phá vỡ những vật nặng mà với sức của người bình thường không thể làm được. Tuy nhiên, cô rất muốn trở thành một người con gái dịu dàng và thanh lịch, là mẫu người lý tưởng của người cô thầm thích - In Guk-doo (Ji Soo). Nhờ sức mạnh của mình, cô có được công việc là một vệ sĩ cho người được chọn để thừa kế tập đoàn Ohsung là Ahn Min-hyuk (Park Hyung-sik), ngoài ra còn là Giám đốc điều hành (CEO) của công ty game (Ainsoft). Đối ngược vơi Guk-doo, Min-hyuk là một người đàn ông độc lập, hài hước, tính cách có phần lập dị.
Khu phố nơi Do Bong-soon ở xảy ra những vụ bắt cóc đầy bí ẩn, đem lại mối đe doạ to lớn đối với những người dân, đặc biệt là các cô gái trẻ. Bong-soon, Min-hyuk và Guk-doo phải liên kết cùng nhau để bắt được tên thủ phạm. Từ đó, câu chuyện tình cảm phức tạp của họ bắt đầu, cùng với nhiều tình tiết kịch tính nhưng không kém phần hài hước, thú vị.

## Diễn viên

### Diễn viên Chính
- Park Bo-young vai Do Bong-soon[6]: Một cô gái trẻ sinh ra với sức mạnh siêu phàm, luôn cố gắng sử dụng khả năng của mình để giúp đỡ mọi người.
- Park Hyung-sik vai Ahn Min-hyuk[7][8]: Người được chọn để thừa kế tập đoàn Ohsung và Giám đốc điều hành của công ty game Ainsoft, một người cô đơn, có nhiều nỗi đau nhưng luôn cố giấu đi dưới vỏ bọc vui vẻ, hài hước và lạc quan.
- Ji Soo vai In Guk-doo[9]: Một cảnh sát trẻ chính trực, luôn hướng về công lý và làm mọi thứ theo hướng mà anh cho là đúng.

### Diễn viên phụ

#### Bạn và người thân của Do Bong-soon
- Ahn Woo-yeon vai Do Bong-ki, em trai sinh đôi của Bong-soon
- Shim Hye-jin vai Hwang Jin-yi, Mẹ của Bong-soon
- Yoo Jae-myung vai Do Chil-goo, Cha của Bong-soon
- Park Bo-mi vai Na Kyung-shim, bạn của Bong-soon
- Baek Soo-ryun vai Bà Soon-shim, Bà nội của Bong-soon
- Kim Mi-hee vai Mẹ của Myung-soo
- Kim Soo-yeon vai Mẹ của Jae-soon

#### Bạn và người thân của Ahn Min Hyuk
- Jun Seok-ho vai Thư ký Gong, thư ký của Min-hyuk
- Han Jung-kook vai Ahn Chul-do, cha của Min-hyuk: Chủ tịch HĐQT Tập đoàn Ohsung
- ?? Vai Kyung-ok
- Kim Seong-beom vai Ahn Dong-ha, anh trai cùng mẹ của Min-hyuk, anh trai của Dong-suk
- Shim Hoon-gi vai Ahn Dong-suk, anh cùng cha của Min-hyuk, anh trai của Dong-ha
- Lee Se-wook vai Ahn Kyung-hwan, em cùng cha khác mẹ của Min-hyuk

#### Những người thuộc sở hữu của đảng Baek Tak
- Im Won-hee vai Baek Soo-tak
- Kim Min-kyo vai Agari (Jaws)
- Kim Won-hae vai Kim Kwang-bok
- Kim Ki-moo vai Hwang Hyun-dong
- Lee Ho-cheol

#### Bạn và người thân của In Guk-doo
- Seol In-ah vai Jo Hee-ji, bạn gái của Guk-doo
- Yoon Ye-hee vai Jung Mi-hwa, mẹ của Guk-doo

#### Trạm Cảnh sát Do Bong 3
- Choi Moo-in vai Đội trưởng Yook
- Oh Soon-tae vai Bulgom
- Joo Ho vai Knock Boy
- Choi Hyung vai Heollaengyi
- Kim Won-suk vai Tteokbokki

#### Tội phạm
- Jang Mi-Kwan vai Kim Jang-hyun - Tội phạm

#### Nhân viên Ainsoft
- Kim Won-hae Vai Oh Dong-byung, Trưởng nhóm lập kế hoạch phát triển

### Khách mời Đặc biệt
- Kang Ji-young vai Người phát ngôn của JTBC (Tập 2 và 8)
- Lee Chul-min vai Fortune-teller (Tập 4 & 7)
- Kim Won-hyo
- Song Won Geun vai Song Eon Geun, diễn viên sân khấu (Ep 7 & 8)
- Yoon Sang-hyun vai Charles Go (Tập 8)
- Lee Soo-ji vai chuyên gia âm Phishing
- Jung Chan-min lvai chuyên gia âm Phishing
- Jang Sung-gyu
- Kwon Hyuk-soo vai Nhà sư Ấn Độ Monk Nizamuddin (Ep. 12-14)
- Lee Sang vai Receptionist Ainsoft (Ep 14).

## Nhà sản xuất
Bộ phim được viết bởi Baek Mi-kyung người đã từng viết kịch bản Eun-dong, tình yêu của tôi và đạo diễn bởi Lee Hyung-min của Qúy Cô Nóng Tính. Phim đã được bấm máy vào tháng 10 năm 2016 và kết thúc vào 11 - 4, 2017.

## Nhạc phim

### OST Phần 1
| STT              | Nhan đề                             | Nghệ sĩ             | Thời lượng |
| ---------------- | ----------------------------------- | ------------------- | ---------- |
| 1.               | "Your Garden" (그대란 정원)         | Jung Eun-ji (Apink) | 04:03      |
| 2.               | "Your Garden" (그대란 정원 (Inst.)) |                     | 04:03      |
| Tổng thời lượng: | Tổng thời lượng:                    | Tổng thời lượng:    | 08:06      |

### OST Phần 2
| STT              | Nhan đề             | Nghệ sĩ          | Thời lượng |
| ---------------- | ------------------- | ---------------- | ---------- |
| 1.               | "Heartbeat"         | Suran            | 03:52      |
| 2.               | "Heartbeat" (Inst.) |                  | 03:51      |
| Tổng thời lượng: | Tổng thời lượng:    | Tổng thời lượng: | 07:43      |

### OST Phần 3
| STT              | Nhan đề                            | Nghệ sĩ          | Thời lượng |
| ---------------- | ---------------------------------- | ---------------- | ---------- |
| 1.               | "How Would It Be" (어떨까)         | Standing Egg     | 03:49      |
| 2.               | "How Would It Be" (어떨까 (Inst.)) |                  | 03:49      |
| Tổng thời lượng: | Tổng thời lượng:                   | Tổng thời lượng: | 07:38      |

### OST Phần 4
| STT              | Nhan đề                        | Nghệ sĩ          | Thời lượng |
| ---------------- | ------------------------------ | ---------------- | ---------- |
| 1.               | "Pit-A-Pat" (두근두근)         | Kim Chung-ha     | 03:30      |
| 2.               | "Pit-A-Pat" (두근두근 (Inst.)) |                  | 03:28      |
| Tổng thời lượng: | Tổng thời lượng:               | Tổng thời lượng: | 06:58      |

### OST Phần 5
| STT              | Nhan đề                         | Nghệ sĩ          | Thời lượng |
| ---------------- | ------------------------------- | ---------------- | ---------- |
| 1.               | "Double Trouble Couple"         | MAMAMOO          | 03:30      |
| 2.               | "Double Trouble Couple" (Inst.) |                  | 03:30      |
| Tổng thời lượng: | Tổng thời lượng:                | Tổng thời lượng: | 07:00      |

### OST Phần 6
| STT              | Nhan đề                                       | Nghệ sĩ                 | Thời lượng |
| ---------------- | --------------------------------------------- | ----------------------- | ---------- |
| 1.               | "I Fall In Love" (사랑에 빠진 걸까요)         | Vromance feat. Obroject | 03:20      |
| 2.               | "I Fall In Love" (사랑에 빠진 걸까요 (Inst.)) |                         | 03:20      |
| Tổng thời lượng: | Tổng thời lượng:                              | Tổng thời lượng:        | 06:40      |

### OST Phần 7
| STT              | Nhan đề                    | Nghệ sĩ          | Thời lượng |
| ---------------- | -------------------------- | ---------------- | ---------- |
| 1.               | "Super Power Girl"         | Every Single Day | 03:55      |
| 2.               | "Super Power Girl" (Inst.) |                  | 03:55      |
| Tổng thời lượng: | Tổng thời lượng:           | Tổng thời lượng: | 07:50      |

### OST Phần 8
| STT              | Nhan đề                                     | Nghệ sĩ          | Thời lượng |
| ---------------- | ------------------------------------------- | ---------------- | ---------- |
| 1.               | "Because of You" (그 사람이 너라서)         | Park Hyung-sik   | 03:53      |
| 2.               | "Because of You" (그 사람이 너라서 (Inst.)) |                  | 03:53      |
| Tổng thời lượng: | Tổng thời lượng:                            | Tổng thời lượng: | 07:06      |

### Bảng xếp hạng nhạc phim
| Tên                                        | Năm  | Vị trí cao nhất trên BXH | Doanh thu      | Ghi chú |
| Tên                                        | Năm  | KOR Gaon                 | Doanh thu      | Ghi chú |
| ------------------------------------------ | ---- | ------------------------ | -------------- | ------- |
| "How Would It Be" (Standing Egg)           | 2017 | 93                       | - KOR: 18,545  | Phần 3  |
| "Double Trouble Couple" (MAMAMOO)          | 2017 | 46                       | - KOR: 60,728  | Phần 5  |
| "I Fall In Love" (Vromance feat. Obroject) | 2017 | 99                       | - KOR: 19,304  | Phần 6  |
| "Because of You" (Park Hyung-sik)          | 2017 | 85                       | - KOR: 22,038+ | Phần 8  |

## Tỉ suất người xem
Trong bảng dưới, số màu xanh chỉ tỷ suất người xem thấp nhất, số màu đỏ chỉ tỷ suất người xem cao nhất.
| Tập #              | Ngày phát sóng      | Tựa đề                                    | Tỉ lệ người xem     | Tỉ lệ người xem     | Tỉ lệ người xem |
| Tập #              | Ngày phát sóng      | Tựa đề                                    | AGB Nielsen Ratings | AGB Nielsen Ratings | TNmS Ratings    |
| Tập #              | Ngày phát sóng      | Tựa đề                                    | Toàn quốc           | Seoul               | TNmS Ratings    |
| ------------------ | ------------------- | ----------------------------------------- | ------------------- | ------------------- | --------------- |
| 1                  | 24 tháng 2 năm 2017 | Những tên kỳ cục                          | 3.829%              | 4.044%              | 3.9%            |
| 2                  | 25 tháng 2 năm 2017 | Suy nghĩ của tội phạm                     | 5.758%              | 6.041%              | 6.1%            |
| 3                  | 3 tháng 3 năm 2017  | Bí mật của người đó                       | 6.081%              | 7.003%              | 5.5%            |
| 4                  | 4 tháng 3 năm 2017  | Danh tính thật của Cô ấy                  | 8.301%              | 8.669%              | 8.3%            |
| 5                  | 10 tháng 3 năm 2017 | Dường như họ là bạn, nhưng không phải thế | 7.113%              | 8.025%              | 6.7%            |
| 6                  | 11 tháng 3 năm 2017 | Cùng vui vẻ nào                           | 8.692%              | 8.632%              | 7.7%            |
| 7                  | 17 tháng 3 năm 2017 | Thay đổi                                  | 6.834%              | 7.119%              | 7.1%            |
| 8                  | 18 tháng 3 năm 2017 | Một bước tiến gần hơn                     | 9.603%              | 10.261%             | 8.8%            |
| 9                  | 24 tháng 3 năm 2017 | Tình yêu của Cuộc sống                    | 7.423%              | 8.019%              | 8.8%            |
| 10                 | 25 tháng 3 năm 2017 | Find A Hidden Heart                       | 9.668%              | 9.286%              | 9.8%            |
| 11                 | 31 tháng 3 năm 2017 | Thời gian                                 | 7.772%              | 8.572%              | 7.7%            |
| 12                 | 1 tháng 4 năm 2017  | Giúp Tôi                                  | 8.477%              | 8.352%              | 9.1%            |
| 13                 | 7 tháng 4 năm 2017  | Tuy nhiên                                 | 7.448%              | 8.036%              | 8.9%            |
| 14                 | 8 tháng 4 năm 2017  | Một bài mở đầu cho trận đánh              | 8.597%              | 9.251%              | 9.8%            |
| 15                 | 14 tháng 4 năm 2017 | Tăng cấp                                  | 7.834%              | 8.733%              | 7.9%            |
| 16                 | 15 tháng 4 năm 2017 | Cuối cùng                                 | 8.957%              | 9.625%              | 9.8%            |
| Tỉ suất trung bình | Tỉ suất trung bình  | Tỉ suất trung bình                        | 7.649%              | 8.107%              | 7.9%            |
| Tập đặc biệt       | 17 tháng 2 năm 2017 | —                                         | 0.8%                | (NR)                | 0.6%            |

## Giải thưởng và đề cử
| Năm  | Giải                      | Hạng mục     | Recipient      | Kết quả      | Ref.          |
| ---- | ------------------------- | ------------ | -------------- | ------------ | ------------- |
| 2017 | 53rd Baeksang Arts Awards | Best Actress | Park Bo-young  | Chưa công bố | [ 17 ] [ 18 ] |
| 2017 | 53rd Baeksang Arts Awards | Best Actor   | Park Hyung Sik | Chưa công bố | [ 17 ] [ 18 ] |

## Liên kết
- Cô nàng mạnh mẽ Do Bong-soon trên HanCinema
- Strong Woman Do Bong-soon trên Internet Movie Database
- Strong Woman Do Bong-soon Lưu trữ ngày 20 tháng 3 năm 2017 tại Wayback Machine tại Daum (tiếng Hàn)
- Strong Woman Do Bong-soon tại Naver Movies (tiếng Hàn)